# Piotr Wołczko
Piotr Wołczko herbu Działosza, właściwie Wołczko (ur. w XIV w., zm. w XV w.) – bojar litewski, adoptowany podczas unii horodelskiej (1413), podkomorzy lwowski (1436–1452), starosta chełmski (1443).
Nosił nazwisko patronimiczne 'Rokutowicz.'

## Życiorys

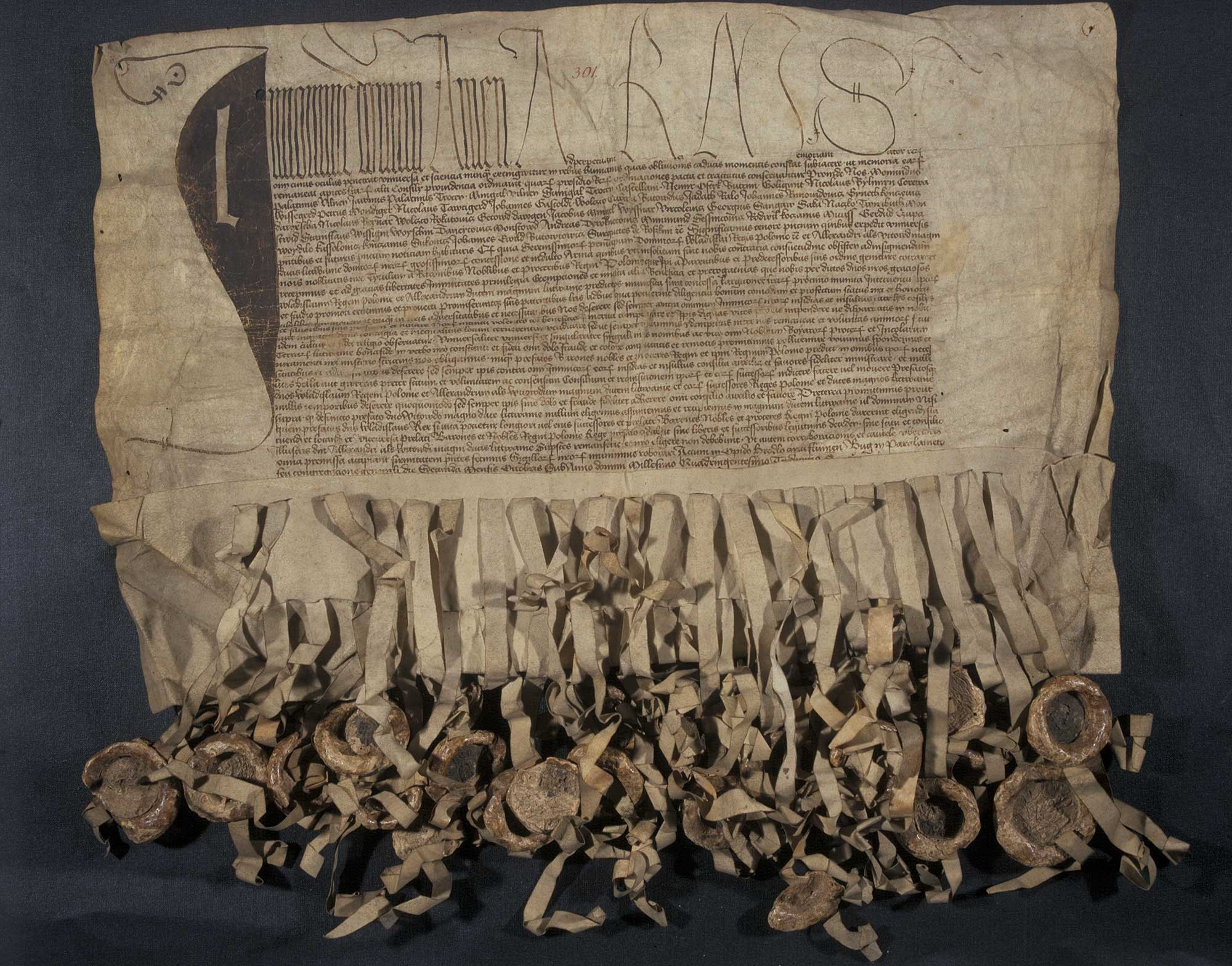
Dokument unii horodelskiej z 1413 roku z przyczepionymi pieczęciami

Z pochodzenia prawdopodobnie był Żmudzinem. W 1410 roku spotykamy go po raz pierwszy kiedy to uczestniczył w bitwie pod Grundwaldem, gdzie przebywał w najbliższym orszaku króla Władysława Jagiełły.

W 1413 roku podczas unii horodelskiej doszło do przyjęcia przez polskie rodziny szlacheckie, bojarów litewskich wyznania katolickiego (tzw. adopcja herbowa). Wśród nich znajduje się niejaki Wołoczko, który został adoptowany przez przedstawicieli Działoszów.
W 1436 roku Wołoczko pojawia się pośród świadków pokoju brzeskiego w charakterze podkomorzego lwowskiego. Rok później odnajdujemy go na Rusi, gdzie został zapisany jako Wołczko Rokuthy de Klodno. Odtąd przez kilkanaście lat występuje w dużej ilości kart ksiąg sądowych lwowskich. Miejscowości Kłodno (dziś Kłodno Wielkie) i Kłodzienko pod Lwowem, w których był posiadaniu, pochodzą najprawdopodobniej z nadania królewskiego.
W 1443 roku dodatkowo sprawuje urząd starosty chełmskiego. Tam też w ziemi chełmskiej, otrzymuje w 1444 roku od króla Jagiełły, zapis 700 grzyw. na zamku i mieście Lubowoli.
Godność podkomorzego lwowskiego Wołczko pełni aż do 1452 roku, kiedy to po raz ostatni spotykamy go w istniejących do dziś źródłach historycznych.

### Życie prywatne
Dzięki jego nazwisku patronimicznemu możemy spekulować kim był jego ojciec. Władysław Semkowicz twierdzi, że Rokut, występujący w dokumentach w 1384 roku w otoczeniu Witolda Kiejstutowicza jest najprawdopodobniej ojcem Wołoczki.
Miał żonę Małgorzatę, która żyła jeszcze po jego śmierci. Miał również dwóch synów, Andrzeja i Piotra.